# بوب البرتي
بوب البرتي (بالإنجليزية: Bob Alberti)‏ هو عازف بيانو أمريكي، ولد في 1934.

## روابط خارجية
- بوب البرتي على موقع IMDb (الإنجليزية)